# Serie B d'Eccellenza 1992-1993 (pallacanestro maschile)
Il campionato di Serie B d'Eccellenza maschile di pallacanestro 1992-1993 è stato il settimo disputato, nonché il terzo livello della settantunesima stagione italiana.
Sono state promosse in Serie A2 Petrarca Padova e Virtus Vicenza (denominazione assunta dalla Virtus Padova). Sono retrocesse invece Brescia, Pesaro e Piombino; Cagliari è stato ripescato dopo la mancata iscrizione di Montichiari.

## Regular Season

### Classifica
|  |     | Classifica finale 1992-1993 | Pt | G  | V  | P  | PtF  | PtS  |
|  | --- | --------------------------- | -- | -- | -- | -- | ---- | ---- |
|  | 1.  | Fracasso Vicenza            | 44 | 30 | 22 | 8  | 2547 | 2446 |
|  | 2.  | Gocce di Carnia Udine       | 36 | 30 | 18 | 12 | 2524 | 2477 |
|  | 3.  | Elledi Padova               | 36 | 30 | 18 | 12 | 2543 | 2390 |
|  | 4.  | Banca Pop. Ragusa           | 34 | 30 | 17 | 13 | 2681 | 2622 |
|  | 5.  | Andrea Costa Imola Basket   | 34 | 30 | 17 | 13 | 2643 | 2495 |
|  | 6.  | Celana Basket Bergamo       | 34 | 30 | 17 | 13 | 2505 | 2404 |
|  | 7.  | Battipagliese               | 34 | 30 | 17 | 13 | 2509 | 2477 |
|  | 8.  | Ciemme Gorizia              | 32 | 30 | 16 | 14 | 2537 | 2522 |
|  | 9.  | Serapide Pozzuoli           | 32 | 30 | 16 | 14 | 2435 | 2488 |
|  | 10. | Sidis Porto S.Giorgio       | 30 | 30 | 15 | 15 | 2497 | 2559 |
|  | 11. | Basket Montichiari          | 28 | 30 | 14 | 16 | 2481 | 2436 |
|  | 12. | Stella Azzurra Roma         | 28 | 30 | 14 | 16 | 2367 | 2393 |
|  | 13. | Esperia Cagliari            | 26 | 30 | 13 | 17 | 2491 | 2545 |
|  | 14. | Basket Brescia              | 20 | 30 | 10 | 20 | 2309 | 2471 |
|  | 15. | Biesse Pesaro               | 18 | 30 | 9  | 21 | 2296 | 2478 |
|  | 16. | Basket Piombino             | 14 | 30 | 7  | 23 | 2314 | 2476 |

### Risultati
| Risultati                 | VIC    | UDI    | PAD   | RAG     | IMO    | BER     | BAT   | GOR    | POZ     | PSG    | MON     | ROM   | CAG    | BRE    | PES    | PIO    |
| ------------------------- | ------ | ------ | ----- | ------- | ------ | ------- | ----- | ------ | ------- | ------ | ------- | ----- | ------ | ------ | ------ | ------ |
| Fracasso Vicenza          |        | 77-76  | 98-86 | 87-80   | 97-94  | 79-90   | 86-80 | 90-87  | 97-81   | 95-87  | 80-78   | 71-69 | 101-94 | 80-72  | 82-71  | 111-94 |
| Gocce di Carnia Udine     | 66-65  |        | 82-74 | 86-91   | 94-85  | 94-80   | 98-95 | 82-83  | 75-71   | 86-77  | 79-67   | 69-66 | 84-96  | 97-85  | 83-71  | 84-70  |
| Elledi Padova             | 73-78  | 92-90  |       | 99-80   | 102-79 | 67-66   | 93-76 | 83-61  | 101-81  | 89-67  | 95-73   | 76-81 | 81-84  | 78-76  | 84-63  | 92-71  |
| Banca Pop. Ragusa         | 113-89 | 87-90  | 98-80 |         | 87-83  | 76-71   | 85-78 | 94-92  | 69-81   | 81-77  | 87-68   | 88-84 | 108-99 | 82-68  | 102-92 | 92-94  |
| Andrea Costa Imola Basket | 74-70  | 103-83 | 94-68 | 107-90  |        | 97-85   | 89-69 | 93-78  | 97-103  | 86-90  | 87-83   | 94-87 | 105-79 | 110-89 | 79-66  | 95-85  |
| Celana Basket Bergamo     | 77-78  | 82-81  | 85-76 | 95-92   | 94-89  |         | 88-75 | 100-83 | 94-84   | 88-70  | 108-116 | 79-58 | 67-69  | 84-71  | 86-82  | 73-55  |
| Battipagliese             | 92-71  | 97-89  | 74-82 | 85-97   | 72-69  | 89-88   |       | 75-72  | 97-74   | 79-86  | 78-73   | 73-68 | 96-89  | 91-73  | 102-87 | 83-82  |
| Ciemme Gorizia            | 103-96 | 77-76  | 70-87 | 100-96  | 98-93  | 93-77   | 96-79 |        | 80-82   | 84-83  | 95-83   | 95-84 | 81-78  | 95-78  | 76-74  | 105-99 |
| Serapide Pozzuoli         | 83-74  | 75-74  | 78-67 | 91-104  | 85-75  | 80-86   | 69-95 | 100-88 |         | 76-63  | 77-67   | 75-81 | 72-71  | 74-73  | 94-80  | 70-65  |
| Sidis Porto S.Giorgio     | 80-82  | 103-82 | 81-97 | 103-107 | 77-70  | 96-95   | 82-91 | 89-81  | 110-102 |        | 88-85   | 73-72 | 101-94 | 98-91  | 87-82  | 84-72  |
| Basket Montichiari        | 60-65  | 93-102 | 84-80 | 95-90   | 93-85  | 80-76   | 91-75 | 97-80  | 96-79   | 100-70 |         | 90-91 | 104-84 | 75-79  | 76-59  | 84-75  |
| Stella Azzurra Roma       | 70-88  | 101-77 | 84-94 | 88-77   | 67-68  | 67-64   | 68-86 | 70-68  | 87-85   | 86-79  | 68-67   |       | 73-79  | 93-94  | 96-76  | 93-86  |
| Esperia Cagliari          | 70-86  | 87-93  | 87-85 | 83-74   | 81-95  | 111-102 | 73-84 | 59-95  | 100-79  | 91-76  | 90-86   | 89-75 |        | 93-78  | 77-80  | 72-74  |
| Basket Brescia            | 98-92  | 73-85  | 79-94 | 90-87   | 68-79  | 58-61   | 98-78 | 79-72  | 72-71   | 76-84  | 67-69   | 73-81 | 59-73  |        | 81-72  | 61-84  |
| Biesse Pesaro             | 77-89  | 81-92  | 89-86 | 88-82   | 88-86  | 69-86   | 82-77 | 87-70  | 63-70   | 59-67  | 72-75   | 89-83 | 71-69  | 70-73  |        | 78-93  |
| Basket Piombino           | 71-93  | 73-75  | 81-82 | 79-85   | 67-83  | 69-78   | 79-88 | 59-79  | 87-93   | 80-69  | 75-73   | 71-76 | 80-70  | 69-77  | 75-78  |        |

## Play-off
| Vicenza 9 maggio 1993 | Fracasso Vicenza | 88 – 75 | Bca Pop. Ragusa |  |

| Ragusa 16 maggio 1993 | Bca Pop. Ragusa | 93 – 80 | Fracasso Vicenza |  |

| Vicenza 23 maggio 1993 | Fracasso Vicenza | 105 – 84 | Bca Pop. Ragusa |  |

La Fracasso Vicenza vince la serie 2-1
| Udine 9 maggio 1993 | Gocce di Carnia Udine | 89 – 92 | Elledi Padova |  |

| Padova 16 maggio 1993 | Elledi Padova | 100 – 86 | Gocce di Carnia Udine |  |

La Elledi Padova vince la serie 2-0

## Verdetti
- Promosse in Serie A2:
- Virtus Vicenza

Formazione: Busca, Valentinuzzi, Coen, Marella, Lanza, Palucci, Rossi, Righetto, Chiarello, Saccardo, Cagnin, Uniti. Coach Walter Deanesi
- Elledi Padova

Formazione: Tonzig, Tomasi, Magro, Generali, Pagnozzi, Biondi, Seebold, Ghersei, Bonetto, Bortolini, Rosin, Porto. Coach: Waldi Medeot
- Ripescata in Serie A2:  Libertas Udine.
- Retrocesse in Serie B2:  Esperia Cagliari, Basket Brescia, Biesse Pesaro e Basket Piombino.
- Non iscritte alla stagione successiva:  Basket Montichiari.
- Ripescata in Serie B d'Eccellenza:  Esperia Cagliari.

## Fonti
La Gazzetta del Mezzogiorno, la Gazzetta del Sud edizioni 1992-93, Guida ai campionati di basket LNP edizione 94